# Zamogilec
Zamogilec – część wsi Żerniki Górne w Polsce, położona w województwie świętokrzyskim, w powiecie buskim, w gminie Busko-Zdrój.
W latach 1975–1998 Zamogilec administracyjnie należał do województwa kieleckiego.